# Alsat-2B
Alsat-2B ist ein algerischer Erdbeobachtungssatellit der algerischen Raumfahrtbehörde ASAL.
Er wurde am 26. September 2016 um 3:42 UTC mit einer PSLV-Trägerrakete vom Raketenstartplatz Satish Dhawan Space Centre (zusammen mit SCATSAT-1 371 kg, Alsat-1N 7 kg und Alsat-1B 103 kg, SpaceMag-PV 10 kg, CanX-7 8 kg, Pathfinder 1 44 kg, PISat 5 kg) in eine sonnensynchrone Umlaufbahn gebracht. Er ist der Nachfolger und weitgehend baugleich mit dem Alsat-2A Satelliten.
Der dreiachsenstabilisierte Satellit ist mit einem NAOMI (New Astrosat Observation Modular Instrument) genanntem Kamerasystem ausgerüstet und soll neben der Kartographie auch Informationen für die Land-, Forst- und Wasserwirtschaft gewinnen, die Suche nach Bodenschätzen und die Planungen der Landnutzung unterstützen und beim Katastrophenschutz helfen. Er wurde auf Basis des AstroBus-100 Satellitenbus der EADS Astrium (jetzt Airbus Defence and Space) gebaut und 2006 bestellt. NAOMI ist ein optisches Teleskop mit einem Hauptspiegeldurchmesser von 200 mm, welches eine Auflösung von 2 Metern panchromatisch und von 8 Metern in vier einzelnen Spektralbereichen erzielt. Es wurde außer bei Alsat-2A und Alsat-2B auch bei KazEOSat-1, SPOT-6 und 7, SSOT und VNREDSat-1A eingesetzt. Das System enthält fünf Zeilensensoren, ein Sensor mit 7000 Pixeln Auflösung für panchromatische Bilder und vier Sensoren mit je 1750 Pixel für die multispektralen Aufnahmen. Die Bandbreite des panchromatischen Sensors beträgt 450 bis 750 nm, die der vier multispektralen Bänder blau (450–520 nm), grün (530–600 nm), rot (620–690 nm) und nahes Infrarot (760–890 nm). Die Schwadbreite des Teleskops beträgt 20 Kilometer, wobei der Satellit etwa alle drei Tage die gleiche Stelle der Erdoberfläche überfliegt und das Teleskop bis zu 35° außerhalb der Bahnebene (800 km) Bilder aufnehmen kann. Die Datenübertragung erfolgt im X-Band mit 60 MBit/s für die Bilddaten und zwei S-Band Transceivern für die Telemetrie. Die Energieversorgung übernimmt ein Solarzellenausleger aus zwei Elementen, der maximal 180 Watt elektrische Leistung für den Betrieb der Satellitensysteme bereitstellt und von Lithiumionenakkumulatoren mit einer Gesamtkapazität von 15 Amperestunden unterstützt wird. Als geplante Lebensdauer für den Satelliten wurden mindestens fünf Jahre angegeben. Für Bahnkorrekturmanöver führt der Satellit 4,7 Kilogramm Hydrazin für seine entsprechenden Triebwerke mit. Die Stabilisierung erfolgt mithilfe von einem Stern-, drei Sonnensensoren, einem Dreiachsen-Magnetometer, vier Reaktionsräder und drei Magnettorquern.